# 1988年の映画
1988年の映画（1988ねんのえいが）では、1988年（昭和63年）の映画分野の動向についてまとめる。
1987年の映画 - 1988年の映画 - 1989年の映画

## 出来事

### 世界
- 1月22日 - 東宝ロンドン事務所開設[1]。
- 4月11日 - 第60回アカデミー賞授賞式が行われ、『ラストエンペラー』が作品賞を受賞。同作品で作曲を手がけた坂本龍一が作曲賞を受賞した[1]。
- 5月5日 - 日中合作映画『敦煌』（佐藤純彌監督）の中国試写会を北京展覧館劇場で開催[1]。
- 8月3日 - 全米脚本家組合、150日間の長期ストライキが暫定的な合意に至る[2][1][注 1]。このストにより、映画製作面では企画の見直し、配給・興行面では公開延期など、世界の映画産業に多大な影響[1]。詳細は、1988年 全米脚本家組合ストライキ（英語版）。

### 日本
- 1月 
  - 1月25日 - 映画界出身で初の閣僚となった、中島源太郎文部大臣を祝う映画人の集いが開催[1]。
  - 1月27日 - 文化庁著作権審議委員会で海賊版ビデオに懲役3か月と100万円の罰金が決定[1]。
- 3月
  - 松竹、ビデオ部門のCBS/FOXビデオ（英語版）との業務提携終了[1]。4月1日、新レーベル「SHV 松竹ホームビデオ」立ち上げ[1]。
  - 3月19日 - 東宝不動産経営部が日比谷シャンテ・スター・チャリティー・オークション開催[1]。売上金をTBSカンガルー募金を通じて、交通遺児母の会に寄付[1]。
  - 3月31日
    - 日本映画初の投資事業組合『フューチャー・フィルム・エンタープライズ』が松竹、住友商事など9社により設立[1]。
    - 東宝、ディズニー作品の配給終了にともない、外国映画輸入配給協会（外配協）を退会[1]。4月1日、ディズニー映画宣伝室を廃止[1]。
- 4月
  - 4月1日 - 松竹映像からスタジオ運営業務・美術部門を独立させ、株式会社大船撮影所設立[1]。
  - 4月8日 - 第1回東宝スタジオ内「仙川堤お花見の会」開催[1]。
  - 4月14日 - にっかつロマンポルノが17年間、1133本を製作・公開し、終了[1]。
  - 4月16日 - フジサンケイグループ会議議長・鹿内春雄死去[1]。
  - 4月18日 - 東映、洋画番組編成の多様化・流動性に対応するため、新宿・浅草・梅田・名古屋・札幌の直営映画館のうちホール系6館の名称を「パラス」に変更[3]。
  - 4月20日 - 自民党税調ヒアリングに映連理事・松岡功と演劇興協副会長・堀内森夫が出席し、税改正に関して意見陳述[1]。
  - 4月23日 - シャンテ・シネ2『ベルリン・天使の詩』（ヴィム・ヴェンダース監督）公開[1]。初日動員(入場者数)・興収記録、日計動員・興収記録、週計記録、月計記録などの劇場記録を更新[1]。8月3日、ミニシアター系上映作品の興収新記録を達成[1]。
  - 4月26日 - 東京・池袋東急オープン[1]。
- 5月
  - 5月21日 - 吉永小百合映画出演100本記念特別企画作品『つる -鶴-』（市川崑監督）、みゆき座ほかで公開[1]。
  - 5月27日 - 映画字幕翻訳家・清水俊二死去[1]。
  - 5月29日 - 元日活社長・堀雅彦死去[1]。
- 6月
  - 6月1日 - 東宝美術が東宝映像美術に商号変更[1]。
  - 6月11日 - 『ランボー3/怒りのアフガン』（ピーター・マクドナルド監督）公開。翌12日、『ランボー3』上映中の東宝直営洋画系劇場の多くで日計興収の新記録[1]。
  - 6月25日 - 『敦煌』（佐藤純彌監督）が全国一斉公開され、大ヒット[1]。同時公開された、中国全土でも大盛り上がり[1]。上映中の東宝直営封切劇場の多くが日計興収で新記録達成[1]。
- 7月
  - 7月1日
    - にっかつ、 配給部門を「シネ・ロッポニカ」、上映館を「ロッポニカ」と改称[1]。一般向け映画の製作・配給を再開し、一般作品10本を順次公開する[1]。
    - コロンビア映画日本支社が「コロンビア トライスター・フィルム・ジャパンリミテッド」と改称[1]。

  - 7月2日 
    - 『またまたあぶない刑事』（一倉治雄監督） / 『・ふ・た・り・ぼ・っ・ち・』（榎戸耕史監督）、東映洋画系で封切、ヤング層を動員してヒット[3]。
    - 映画評論家・荻昌弘死去[1]。

  - 7月9日 - 東京・銀座シネパトス3館オープン[1]。
  - 7月23日 - 『優駿 ORACIÓN』（杉田成道監督）が東宝洋画系にて全国公開[1]。日比谷スカラ座初日初回入場人員（打込み）新記録を樹立するなど、大ヒット[1]。
- 8月
  - 8月1日 - 電通映画社が「電通プロックス」と改称[1]。
  - 8月6日 - 松竹、東京築地・松竹会館の松竹セントラル、松竹シネサロン、銀座松竹を「松竹セントラル1･2･3」と改称[1]。
- 9月
  - 9月16日 - 東宝、東映ビデオのビデオレンタル店へのレンタル最低料金維持契約に対し、公正取引委員会が勧告[1]。
  - 9月23日 - にっかつ、直営館でロッポニカ番組2本立1500円興行を、1本立て800円に興行形態変更[1]。
- 10月
  - 10月1日
    - ポニーキャニオン、業界初の洋画ビデオソフトの通信販売開始[4]。
    - 東宝、労働時間短縮にともない、始業・終業時刻の変更および本・支社各部門「第2土曜日休日」を本実施[4]。

  - 10月15日 - 「フランス・シネマ・フェスティバル」、日劇プラザ劇場で開催[4]。
  - 10月21日 - 映画字幕翻訳者協会が「映画翻訳家協会」と改称[4][注 2]。
  - 10月25日 - 東京テアトル、西武セゾングループとの提携を強化[4]。両社共同で、映画の輸入・配給、映画館のチェーン化、都市開発と絡めた映画館構想の研究などを実施[4]。
  - 10月27日 - 東映セントラルフィルム解散[3]。
- 11月
  - 11月1日 - 著作権法一部改正公布[4]。海賊版所持罪が盛り込まれる[4]。
  - 11月10日 - にっかつ、本社大改築工事が竣工し、物販店・飲食店・ビデオ店などがオープンする[4]。
  - 11月20日 - 東宝、『…これから物語 〜少年たちのブルース〜』/『ふ・し・ぎ・なBABY』前売券発売開始[4]。発売初日新記録達成[4]。
- 12月
  - 都内・京阪神の一部ロードショー劇場で入場料金が改訂され、一般（大人）1500円から1700円へ値上げ[4]。
  - 12月3日 - 上野東宝、上野宝塚両劇場、リニューアルオープン[4]。
  - 12月5日 - CIC・ビクタービデオが洋画ビデオの超廉価版（3500円）を発売する[4]。
  - 12月9日 - 東宝事業部、ファミコン用ゲーム『ゴジラ』発売[4]。
  - 12月10日 - 新宿東映パラス劇場、STチェーン〔松竹東急チェーン〕の編成替えにより女性映画増加のため大幅リニューアル・オープン[3]。
  - 12月24日
    - 旧・新宿松竹を2分割し、新宿松竹と新宿ピカデリー2がオープン[4]。旧・新宿ピカデリー2は「新宿ピカデリー3」と改称[4]。
    - 東映直営の渋谷松竹劇場、リニューアル・オープン[3]。

## 周年
- 創立65周年
  - ウォルト・ディズニー・カンパニー

## 日本の映画興行
- 入場料金（大人）
  - 1,500円[5]
  - 映画館・映画別
    - 1,500円（松竹、正月映画『男はつらいよ 寅次郎物語』）[6]
    - 1,700円（有楽町マリオン内の東宝3館・松竹2館とナビオ阪急内の3館が年末の正月映画から）[7]

  - 1,495円（統計局『小売物価統計調査（動向編） 調査結果』[8] 銘柄符号 9341「映画観覧料」）[9]
- 入場者数 1億4483万人[10]
- 興行収入 1619億2100万円[10]
- 家庭用ビデオテープレコーダ(VTR)の普及率 53.0% (内閣府「消費動向調査」)[11]

| 配給会社 | 配給本数 | 配給本数 | 配給本数 | 年間配給収入  | 概要 |
| 配給会社 | 新作     | 再映     | 洋画     | 前年対比      | 概要 |
| -------- | -------- | -------- | -------- | ------------- | --- |
| 松竹     | 20       | 20       | 20       | 38億5300万円  | 正月映画の『男はつらいよ 寅次郎物語』（10.5億円）が大台を突破したが、その後は不振続きの1年となった。夏の勝負作『ダウンタウン・ヒーローズ』（8.1億円）が他社の夏作品に押し出され不本意な結果で終わる。人気アニメの久々の登場となった『機動戦士ガンダム 逆襲のシャア』（6.2億円）は成功だったが、『山田村ワルツ』と『恋はいつもアマンドピンク』は絶不調。企画の遅れから番組編成を埋めるために、ヒットの可能性のない『橋』や『青い山脈'88』を公開する羽目になる。そのため、翌年は自社製作を減らし、積極的に外部プロ作品を導入する。松竹富士の『マリリンに逢いたい』は配給収入11億円。 |
| 松竹     | 18       | 0        | 2        | 73.2%         | 正月映画の『男はつらいよ 寅次郎物語』（10.5億円）が大台を突破したが、その後は不振続きの1年となった。夏の勝負作『ダウンタウン・ヒーローズ』（8.1億円）が他社の夏作品に押し出され不本意な結果で終わる。人気アニメの久々の登場となった『機動戦士ガンダム 逆襲のシャア』（6.2億円）は成功だったが、『山田村ワルツ』と『恋はいつもアマンドピンク』は絶不調。企画の遅れから番組編成を埋めるために、ヒットの可能性のない『橋』や『青い山脈'88』を公開する羽目になる。そのため、翌年は自社製作を減らし、積極的に外部プロ作品を導入する。松竹富士の『マリリンに逢いたい』は配給収入11億円。 |
| 東宝     | 25       | 25       | 25       | 158億8200万円 | 年間配給収入は1986年の163億9000万円に次ぐ好成績。ブロックブッキングで配給収入100億円を突破する偉業も達成。配給収入10億円の大台を突破したのは、『敦煌』（45億円）・『優駿』（18億円）・『いこかもどろか』（16億円）・『ドラえもん のび太のパラレル西遊記』（13.6億円）・『マルサの女2』（13億円）・『帝都物語』（10.5億円）の6番組。吉永小百合映画出演100本記念作品の『つる -鶴-』は不調。 |
| 東宝     | 25       | 0        | 0        | 137.6%        | 年間配給収入は1986年の163億9000万円に次ぐ好成績。ブロックブッキングで配給収入100億円を突破する偉業も達成。配給収入10億円の大台を突破したのは、『敦煌』（45億円）・『優駿』（18億円）・『いこかもどろか』（16億円）・『ドラえもん のび太のパラレル西遊記』（13.6億円）・『マルサの女2』（13億円）・『帝都物語』（10.5億円）の6番組。吉永小百合映画出演100本記念作品の『つる -鶴-』は不調。 |
| 東映     | 30       | 30       | 30       | 90億7800万円  | 正月映画『ビー・バップ・ハイスクール 高校与太郎狂騒曲』（12.5億円）、洋画配給部扱いの『あぶない刑事』（15億円）・『またまたあぶない刑事』（10.5億円）の3番組が大台突破。『ビー・バップ・ハイスクール 高校与太郎音頭』（7.3億円）・『極道渡世の素敵な面々』・『疵』はまずまず。『華の乱』（7.6億円）は平凡な結果、『ラブ・ストーリーを君に』（5億円）は不調。 |
| 東映     | 22       | 0        | 8        | 100.0%        | 正月映画『ビー・バップ・ハイスクール 高校与太郎狂騒曲』（12.5億円）、洋画配給部扱いの『あぶない刑事』（15億円）・『またまたあぶない刑事』（10.5億円）の3番組が大台突破。『ビー・バップ・ハイスクール 高校与太郎音頭』（7.3億円）・『極道渡世の素敵な面々』・『疵』はまずまず。『華の乱』（7.6億円）は平凡な結果、『ラブ・ストーリーを君に』（5億円）は不調。 |
| にっかつ | 44       | 44       | 44       | 16億1600万円  | 5月28日公開の『ベッド・パートナー』/『ラブ・ゲームは終わらない』でロマンポルノ路線を終了。7月1日からは一般映画の新路線ロッポニカに移行し、5番組10本を製作するが惨敗、にっかつは製作配給から撤退することになる。配給収入1億円以上は『待ち濡れた女』ほか（1.5億円）の1番組のみ。 |
| にっかつ | 37       | 2        | 5        | 71.2%         | 5月28日公開の『ベッド・パートナー』/『ラブ・ゲームは終わらない』でロマンポルノ路線を終了。7月1日からは一般映画の新路線ロッポニカに移行し、5番組10本を製作するが惨敗、にっかつは製作配給から撤退することになる。配給収入1億円以上は『待ち濡れた女』ほか（1.5億円）の1番組のみ。 |

出典:「1988年度日本映画・外国映画業界総決算 日本映画」『キネマ旬報』1989年（平成元年）2月下旬号、キネマ旬報社、1989年、167 - 172頁。

## 各国ランキング

### 日本配給収入ランキング
| 順位 | 題名                                                           | 製作国                                                                               | 配給     | 配給収入 |
| ---- | -------------------------------------------------------------- | ------------------------------------------------------------------------------------ | -------- | -------- |
| 1    | 敦煌                                                           | 日本の旗                                                                             | 東宝     | 45.0億円 |
| 2    | ラストエンペラー                                               | イタリアの旗 · 中華人民共和国の旗 · イギリスの旗 · フランスの旗 · アメリカ合衆国の旗 | 松竹富士 | 24.5億円 |
| 3    | ランボー3/怒りのアフガン                                       | アメリカ合衆国の旗                                                                   | 東宝東和 | 24.0億円 |
| 4    | 優駿 ORACION                                                   | 日本の旗                                                                             | 東宝     | 18.0億円 |
| 5    | 危険な情事                                                     | アメリカ合衆国の旗                                                                   | UIP      | 17.4億円 |
| 6    | いこかもどろか                                                 | 日本の旗                                                                             | 東宝     | 16.0億円 |
| 7    | あぶない刑事 七福星 （、ゴールデン・ハーベスト）               | 日本の旗                                                                             | 東映     | 15.0億円 |
| 7    | ウィロー                                                       | アメリカ合衆国の旗                                                                   | UIP      | 15.0億円 |
| 9    | ドラえもん のび太のパラレル西遊記                              | 日本の旗                                                                             | 東宝     | 13.6億円 |
| 10   | ビー・バップ・ハイスクール 高校与太郎狂騒曲 はいからさんが通る | 日本の旗                                                                             | 東映     | 12.5億円 |

出典:1988年配給収入10億円以上番組 - 日本映画製作者連盟

### 北米興行収入ランキング
| 順位 | 題名                        | スタジオ                   | 興行収入     |
| ---- | --------------------------- | -------------------------- | ------------ |
| 1.   | レインマン                  | ユナイテッド・アーティスツ | $172,825,435 |
| 2.   | ロジャー・ラビット          | タッチストーン             | $156,452,370 |
| 3.   | 星の王子 ニューヨークへ行く | パラマウント               | $128,152,301 |
| 4.   | ビッグ                      | 20世紀FOX                  | $114,968,774 |
| 5.   | ツインズ                    | ユニバーサル               | $111,938,388 |
| 6.   | クロコダイル・ダンディー2   | パラマウント               | $109,306,210 |
| 7.   | ダイ・ハード                | 20世紀FOX                  | $84,008,852  |
| 8.   | 裸の銃を持つ男              | パラマウント               | $79,756,177  |
| 9.   | カクテル                    | タッチストーン             | $78,897,753  |
| 10.  | ビートルジュース            | ワーナー・ブラザース       | $73,707,461  |

出典:“1988 Domestic Yearly Box Office Results”.  Box Office Mojo. 2015年12月24日閲覧。

## 日本公開映画
1988年の日本公開映画を参照。

## 受賞
- 第61回アカデミー賞
  - 作品賞 - 『レインマン』
  - 監督賞 - バリー・レヴィンソン（『レインマン』）
  - 主演男優賞 - ダスティン・ホフマン（『レインマン』）
  - 主演女優賞 - ジョディ・フォスター（『告発の行方』）

- 第46回ゴールデングローブ賞
  - 作品賞 (ドラマ部門) - 『レインマン』
  - 主演女優賞 (ドラマ部門) - ジョディ・フォスター（『告発の行方』）、シャーリー・マクレーン（『マダム・スザーツカ』）、シガニー・ウィーバー（『愛は霧のかなたに』）
  - 主演男優賞 (ドラマ部門) - ダスティン・ホフマン（『レインマン』）
  - 作品賞 (ミュージカル・コメディ部門) - 『ワーキング・ガール』
  - 主演女優賞 (ミュージカル・コメディ部門) - メラニー・グリフィス（『ワーキング・ガール』）
  - 主演男優賞 (ミュージカル・コメディ部門) - トム・ハンクス（『ビッグ』）
  - 監督賞 - クリント・イーストウッド（『バード』）

- 第54回ニューヨーク映画批評家協会賞 - 『偶然の旅行者』

- 第41回カンヌ国際映画祭
  - パルム・ドール - 『ペレ』（ビレ・アウグスト）
  - 監督賞 - フェルナンド・E・ソラナス（『スール/その先は…愛』）
  - 男優賞 - フォレスト・ウィテカー（『バード』）
  - 女優賞 - バーバラ・ハーシー、リンダ・ムブシ、ジョディ・メイ（『ワールド・アパート』）

- 第45回ヴェネツィア国際映画祭
  - 金獅子賞 - 『聖なる酔っぱらいの伝説』（エルマンノ・オルミ）

- 第38回ベルリン国際映画祭
  - 金熊賞 - 『紅いコーリャン』 (チャン・イーモウ)

- 第12回日本アカデミー賞
  - 最優秀作品賞 - 『敦煌』（佐藤純彌）
  - 最優秀主演男優賞 - 西田敏行（『敦煌』）
  - 最優秀主演女優賞 - 吉永小百合（『つる－鶴－』『華の乱』）

- 第31回ブルーリボン賞
  - 作品賞 - 『敦煌』
  - 主演男優賞 - ハナ肇（『会社物語 MEMORIES OF YOU』）
  - 主演女優賞 - 桃井かおり（『木村家の人びと』『噛む女』『TOMORROW 明日』）
  - 監督賞 - 和田誠（『快盗ルビイ』）

- 第62回キネマ旬報ベスト・テン
  - 外国映画第1位 - 『ラストエンペラー』
  - 日本映画第1位 -  『となりのトトロ』

- 第43回毎日映画コンクール
  - 日本映画大賞 - 『となりのトトロ』

- 第4回芸術作品賞
  - 映画関係（長編映画）
    - 『となりのトトロ』
    - 『TOMORROW 明日』

  - 映画関係（短編映画）
    - 『ぶんきょうゆかりの文人たち -観潮楼をめぐって-』[12]
    - 『義太夫狂言の演技 -熊谷陣屋を中心に-』[13][14]

## 誕生
- 1月19日 - 山本裕典、日本の俳優
- 2月1日 - 東出昌大、日本の俳優
- 2月8日 - 佐々木希、日本の女優
- 2月12日 - 榮倉奈々、日本の女優
- 2月19日 - 入野自由、日本の声優
- 3月4日 - 細田よしひこ、日本の俳優
- 4月10日 - ハーレイ・ジョエル・オスメント、アメリカの俳優
- 5月18日 - 瀬戸康史、日本の俳優
- 5月28日 - 黒木メイサ、日本の女優
- 6月3日 - 三浦翔平、日本の俳優
- 6月11日 - 新垣結衣、日本の女優
- 6月30日 - 中尾明慶、日本の俳優
- 7月11日 - 井口裕香、日本の声優
- 7月13日 - 渋谷飛鳥、日本の女優
- 7月22日 - 吉高由里子、日本の女優
- 8月6日 - 窪田正孝、日本の俳優
- 8月17日 - 戸田恵梨香、日本の女優
- 8月24日 - ルパート・グリント、イギリスの俳優
- 9月16日 - 多岐川華子、日本の女優
- 9月23日 - 木村了、日本の俳優
- 10月6日 - 堀北真希、日本の女優
- 10月17日 - 大島優子、日本の女優
- 10月17日 - 松坂桃李、日本の俳優
- 10月28日 - 菜々緒、日本の女優
- 11月14日 - 大野拓朗、日本の俳優
- 12月17日 - 高梨臨、日本の女優

## 死去
| 日付 | 日付 | 名前                       | 国籍                          | 年齢 | 職業                                 |
| 1月  | 7日  | トレヴァー・ハワード       | イギリスの旗                  | 74   | 俳優                                 |
| 1月  | 7日  | ミシェル・オークレール     | フランスの旗                  | 65   | 俳優                                 |
| 1月  | 9日  | 宇野重吉                   | 日本の旗                      | 73   | 俳優                                 |
| 1月  | 18日 | ジャン・ミトリ             | フランスの旗                  | 80   | 映画批評家                           |
| 1月  | 30日 | ホーマー・ブライトマン     |                               | 86   | 脚本家                               |
| 2月  | 1日  | ヘザー・オルーク           | アメリカ合衆国の旗            | 12   | 子役                                 |
| 2月  | 5日  | エメリック・プレスバーガー | ハンガリーの旗 · イギリスの旗 | 85   | 脚本家・プロデューサー               |
| 2月  | 17日 | 千葉順二                   | 日本の旗                      | 62   | 声優                                 |
| 3月  | 1日  | 加藤嘉                     | 日本の旗                      | 85   | 俳優                                 |
| 3月  | 7日  | ディヴァイン               | アメリカ合衆国の旗            | 42   | 俳優・歌手                           |
| 4月  | 23日 | 小沢栄太郎                 | 日本の旗                      | 79   | 俳優                                 |
| 5月  | 21日 | I・A・L・ダイアモンド      | アメリカ合衆国の旗            | 67   | 脚本家                               |
| 5月  | 30日 | エラ・レインズ             | アメリカ合衆国の旗            | 67   | 女優                                 |
| 6月  | 8日  | 青木日出雄                 | 日本の旗                      | 61   | 航空・軍事評論家                     |
| 6月  | 25日 | ジャン・ポフェティ         | フランスの旗                  | 62   | 撮影監督                             |
| 7月  | 2日  | 荻昌弘                     | 日本の旗                      | 62   | 映画評論家                           |
| 7月  | 3日  | 井手俊郎                   | 日本の旗                      | 78   | 脚本家                               |
| 7月  | 6日  | 東八郎                     | 日本の旗                      | 52   | コメディアン、                       |
| 7月  | 12日 | ジョシュア・ローガン       | アメリカ合衆国の旗            | 79   | 映画監督                             |
| 7月  | 22日 | ラリー・クレモンズ         | アメリカ合衆国の旗            | 81   | 脚本家                               |
| 7月  | 25日 | ジュディス・バーシ         | アメリカ合衆国の旗            | 10   | 子役                                 |
| 8月  | 1日  | フローレンス・エルドリッジ | アメリカ合衆国の旗            | 86   | 女優                                 |
| 8月  | 5日  | コリン・ヒギンズ           | アメリカ合衆国の旗            | 47   | 映画監督・脚本家                     |
| 8月  | 7日  | ウィルフレッド・ジャクソン | アメリカ合衆国の旗            | 82   | 映画監督                             |
| 8月  | 10日 | 木村荘十二                 | 日本の旗                      | 84   | 映画監督                             |
| 8月  | 11日 | アン・ラムジー             | アメリカ合衆国の旗            | 58   | 女優                                 |
| 9月  | 5日  | ゲルト・フレーベ           | ドイツの旗                    | 75   | 俳優                                 |
| 9月  | 13日 | 堀江しのぶ                 | 日本の旗                      | 23   | 女優・タレント                       |
| 9月  | 20日 | 馬淵威雄                   | 日本の旗                      | 82   | 東宝相談役                           |
| 10月 | 1日  | ルシアン・バラード         | アメリカ合衆国の旗            | 80   | 撮影監督                             |
| 10月 | 13日 | メルヴィン・フランク       | アメリカ合衆国の旗            | 75   | 脚本家、映画監督、映画プロデューサー |
| 10月 | 25日 | エリック・ラーソン         | アメリカ合衆国の旗            | 83   | アニメーター                         |
| 12月 | 27日 | ハル・アシュビー           | アメリカ合衆国の旗            | 59   | 映画監督・映画編集者                 |
| 12月 | 26日 | 信欣三                     | 日本の旗                      | 78   | 俳優                                 |